# District d'Okushiri
Le district d'Okushiri (奥尻郡, Okushiri-gun) est un district de la sous-préfecture de Hiyama au Japon.
Au 31 mars 2015, la population de ce district s'élevait à 2 881 habitants répartis sur une superficie de 142,97 km2.

## Bourg
- Okushiri